# متنجه
متنجه (به لاتین: Mtenje) یک منطقهٔ مسکونی در مالاوی است که در بخش نخوتاکوتا واقع شده‌است.